# Стакна

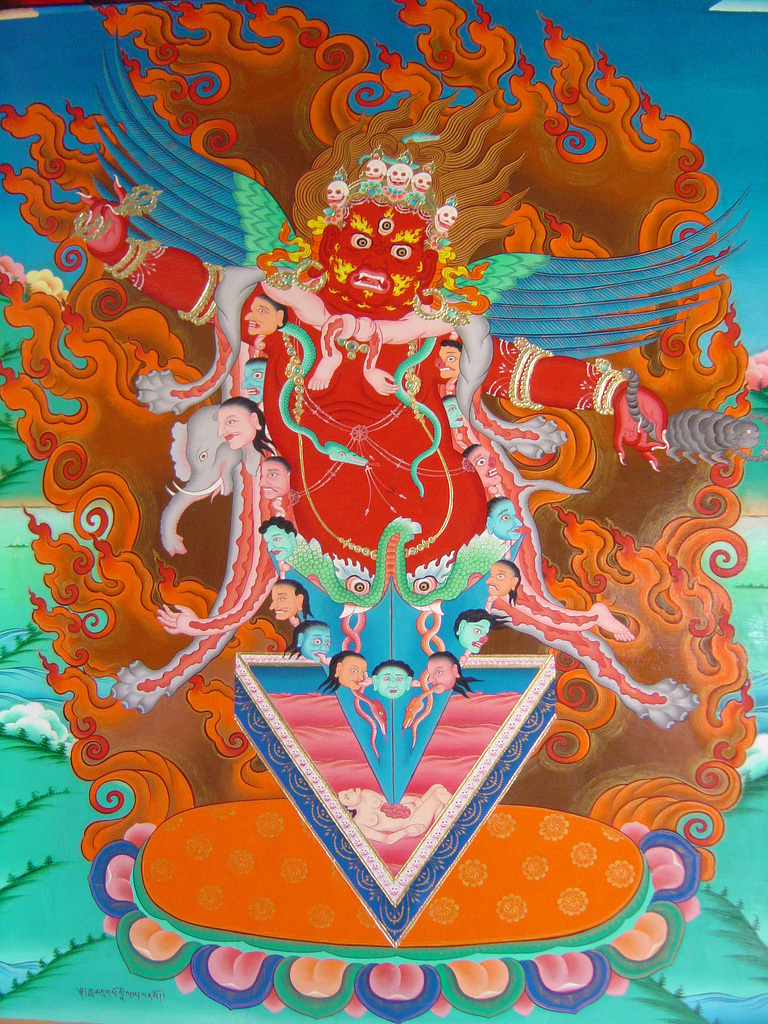
Тханка в монастыре

Стакна — буддийский монастырь в округе Лех, Ладакхи в северной Индии. Принадлежит школе Друкпа Кагью. Находится в 21-25 км от города Лех, на правом берегу реки Инд.
Основан в конце XVI века Бутанским учёным и святым Чосдже Джамьянг Палкаром. Вероятно, в 1580 году строительству помог Дхармараджа Джамьянг Намгьял, сделавший многое для религии в Ладакхе. Название — «тигриный нос» (дословно), дано монастырю потому, что он стоит на холме, напоминающим тигра. Знаменитая статуя Арья Авалокитешвара из Камрупа, в Ассаме. В монастыре живёт около 30 монахов и тулку, которому подчиняются гомпы Стакримо, Бурдун-Гомпа и Сени-Гомпа.
От ворот можно пройти на центральный двор, где чортен, покрытый серебром (установлен в 1950-е, в нём сокрыты статуи и тексты), далее дукханг, где есть множество тханок. Тханки: Шакьямуни, Амитаюс, Падмасамбхава, тибетские цари-буддисты. В левой части зала находится трон настоятеля.